# Foro Mundial de Datos (ONU)
El Foro Mundial de Datos de la ONU, que se celebra del 19 al 21 de octubre, reúne a expertos y usuarios de datos pertenecientes a múltiples ámbitos para estimular la innovación de datos, movilizar el apoyo político y financiero en el uso de la información y construir un camino hacia el uso de los mismos hacia el desarrollo sostenible.

## Acerca de
El Foro Mundial de Datos de las Naciones Unidas reúne a expertos y usuarios de datos y estadísticas de gobiernos, la sociedad civil, el sector privado, organismos donantes y filantrópicos, agencias internacionales y regionales, la comunidad geoespacial, los medios de comunicación, el mundo académico y los organismos profesionales. Los expertos y usuarios de datos se reúnen para estimular la innovación de datos, movilizar apoyo político y financiero de alto nivel para los datos y construir un camino hacia mejores datos para el desarrollo sostenible.

El Grupo de alto nivel para la colaboración, la coordinación y la creación de capacidad en estadísticas para la Agenda 2030 para el Desarrollo Sostenible (HLG-PCCB) dirige la organización del Foro Mundial de Datos de las Naciones Unidas, bajo la dirección de la Comisión de Estadística de las Naciones Unidas y en estrecha consulta. con los Estados miembros, socios internacionales y otras partes interesadas. La División de Estadística del Departamento de Asuntos Económicos y Sociales de las Naciones Unidas apoya la organización del Foro en su función de Secretaría de la Comisión y del HLG-PCCB.
Organización de las Naciones Unidas

| Fecha                       | País                   | Ciudad          | Foro                                                 | Organizador                                                                                           |
| --------------------------- | ---------------------- | --------------- | ---------------------------------------------------- | --- |
| 3 al 6 de octubre de 2021   | Suiza                  | Berna           | Tercer Foro Mundial de Datos de las Naciones Unidas  | Confederación Suiza                                                                                   |
| 19 al 21 de octubre de 2020 | -                      | -               | Foro Mundial de Datos Virtual de las Naciones Unidas | Naciones Unidas                                                                                       |
| 22 al 24 de octubre de 2018 | Emiratos Árabes Unidos | Dubái           | Segundo Foro Mundial de Datos de las Naciones Unidas | Dirección Federal de Competitividad y Estadística Archivado el 9 de junio de 2019 en Wayback Machine. |
| 15 al 18 de enero de 2017   | Sudáfrica              | Ciudad del Cabo | Primer Foro Mundial de Datos de las Naciones Unidas  | Oficina de Estadística de Sudáfrica                                                                   |